# 木山寺
木山寺（きやまじ）は岡山県真庭市木山に所在する高野山真言宗別格本山の寺。山号は医王山。詳しくは医王山 感神院 木山寺と号する。本尊は薬師瑠璃光如来。中国三十三観音霊場第四番札所、山陽花の寺二十四か寺第十番札所、高野山真言宗美作八十八箇所霊場第三十四番札所、百八観音霊場第六番札所。
御詠歌
世の人の 悩みも晴れる 醫王山（いおうやま） 観世（かんぜ）の慈悲をしたい 木山寺（きやまじ）

## 概要
伝承によれば、平安時代前期の弘仁6年（815年）に弘法大師が開いたとされる。弘法大師がこの地を訪れた際に、木こりの老人に導かれ寺院を建立するのに相応しい地であると告げられた。この老人は薬師瑠璃光如来の化身であったという。そこで弘法大師はこの地に寺院を建立したと伝えられている。仁寿年間（851年 - 854年）には文徳天皇の祈願所として勅願寺となった。
この寺院は鎮守神として木山牛頭天王と善覚稲荷大明神を祀っている。木山牛頭天王は薬師瑠璃光如来、善覚稲荷大明神は十一面観音の垂迹神となっている。現在の寺院には珍しく鳥居があり、本堂と鎮守殿に分かれており神社建築の様式となっている。神仏習合の形態を今に残す寺院である。
室町時代中期の応永18年（1411年）赤松義則が一山を寺領として寄進した。その後、尼子氏、毛利氏、宇喜多氏などの戦国大名や、江戸時代になると森氏、三浦氏など周辺の藩主の崇敬を集めた。
江戸時代までは木山宮と呼ばれていたが、明治時代の神仏分離令により木山寺と木山神社に分離され現在に至っている。なお、木山神社の本殿は木山宮の山麓に鎮座しているが、奥宮は木山寺に隣接している。

## 文化財
重要文化財（岡山県指定）
- 絹本白描普賢菩薩像：平成10年（1998年） 3月24日指定
- 絹本著色遣迎二尊十王十仏図：平成10年（1998年） 3月24日指定
- 絹本著色阿弥陀三尊十仏来迎図：平成10年（1998年） 3月24日指定
- 絹本著色十三仏図：平成10年（1998年） 3月24日指定

## 画像

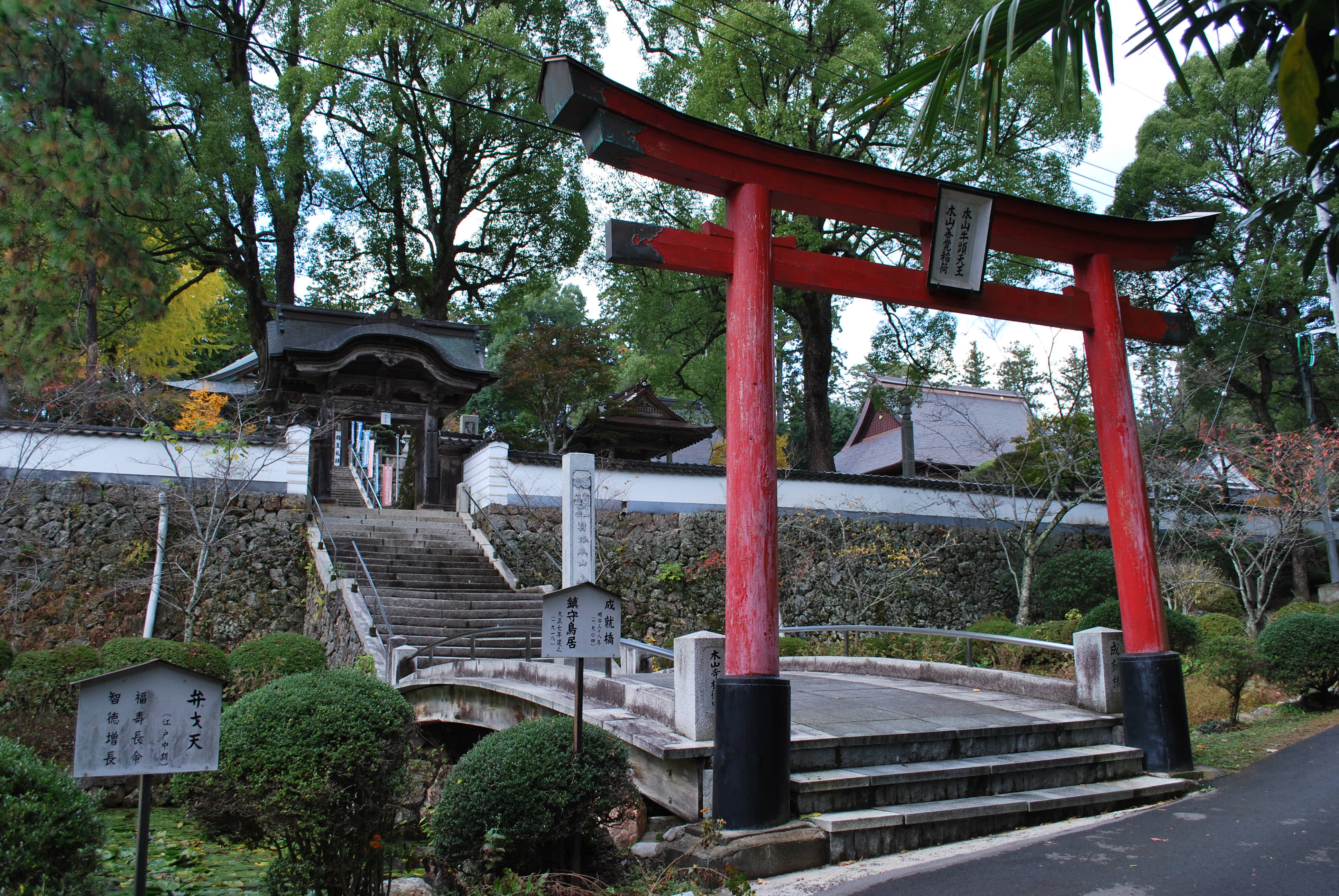
山門
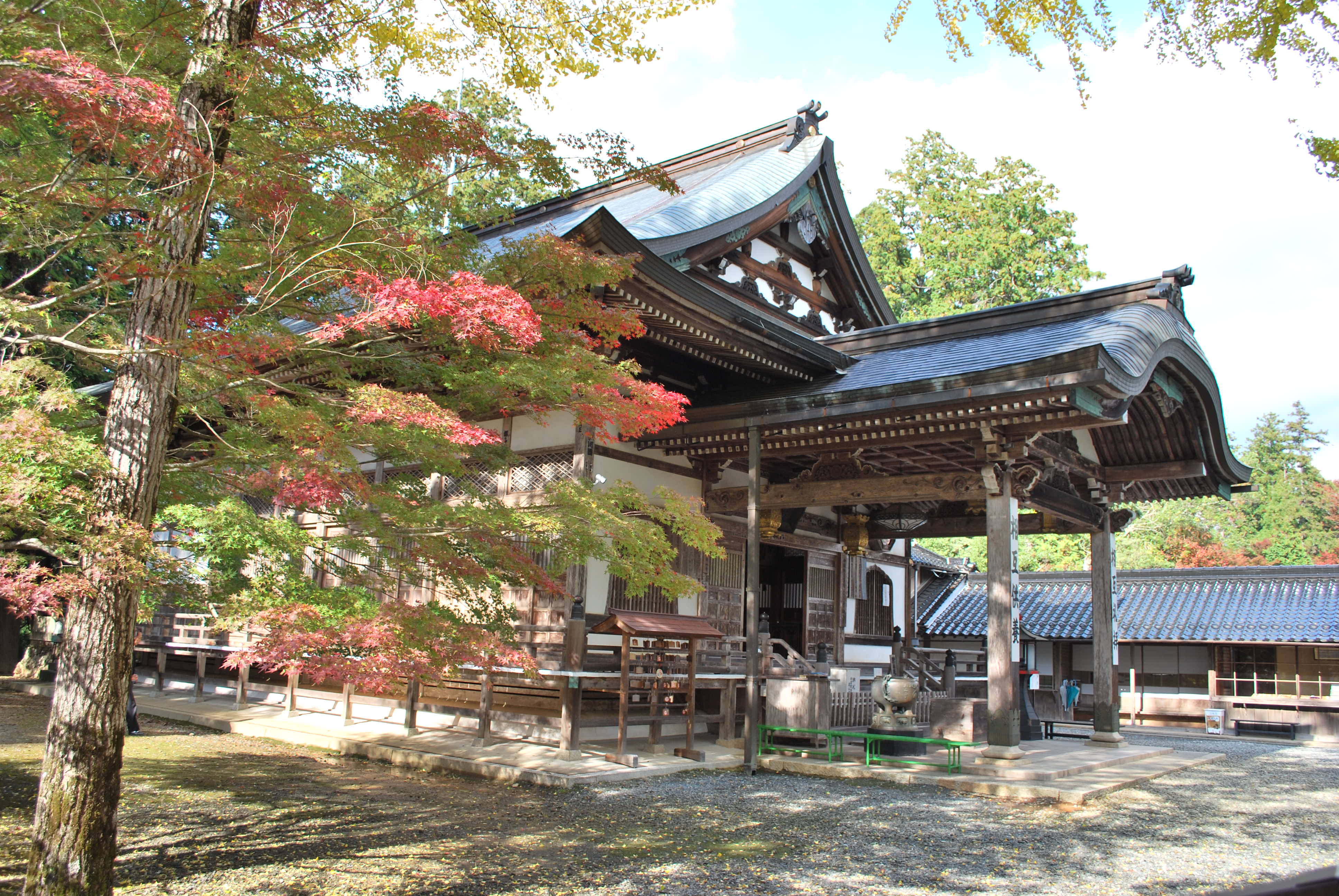
本堂
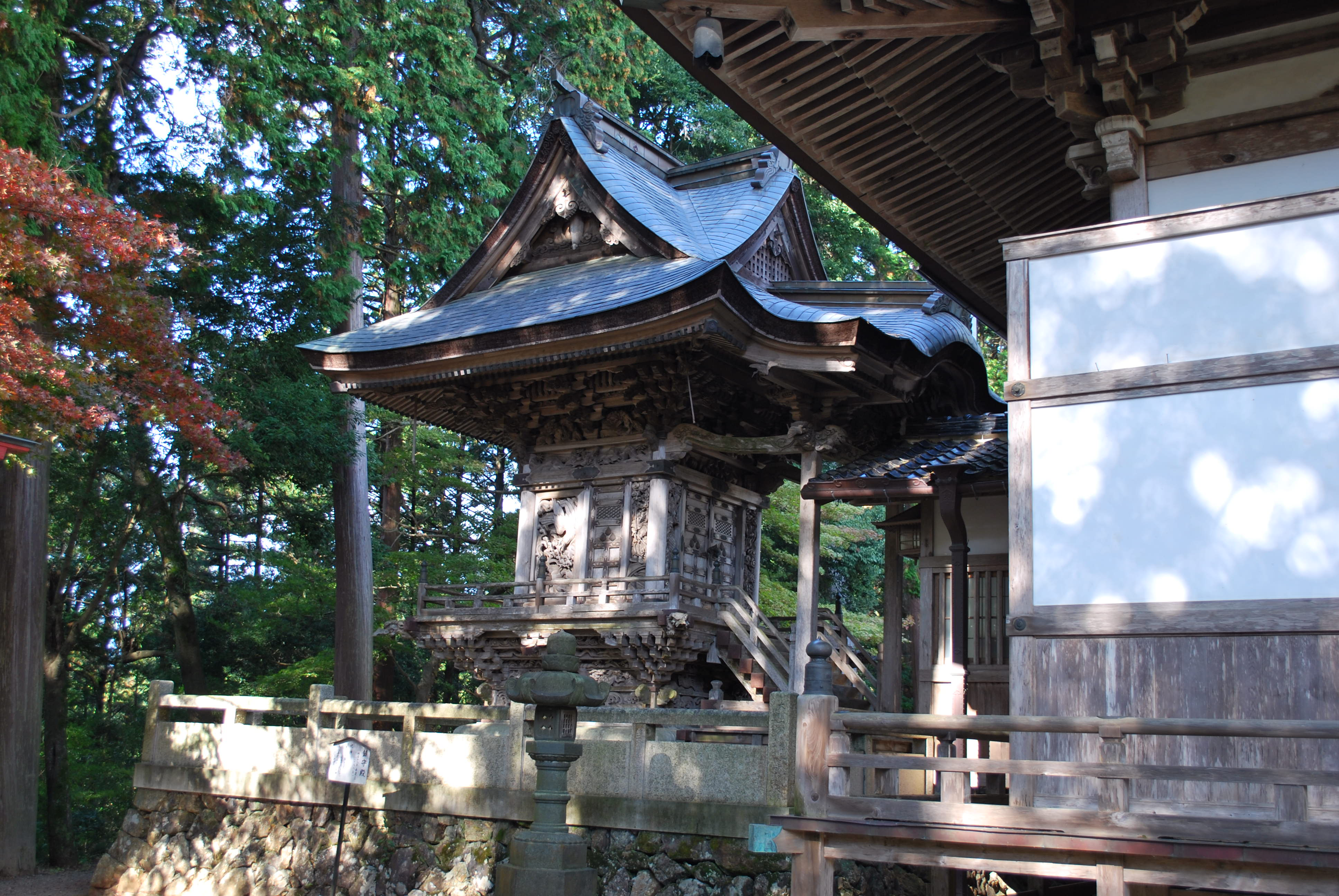
鎮守殿（観音堂）
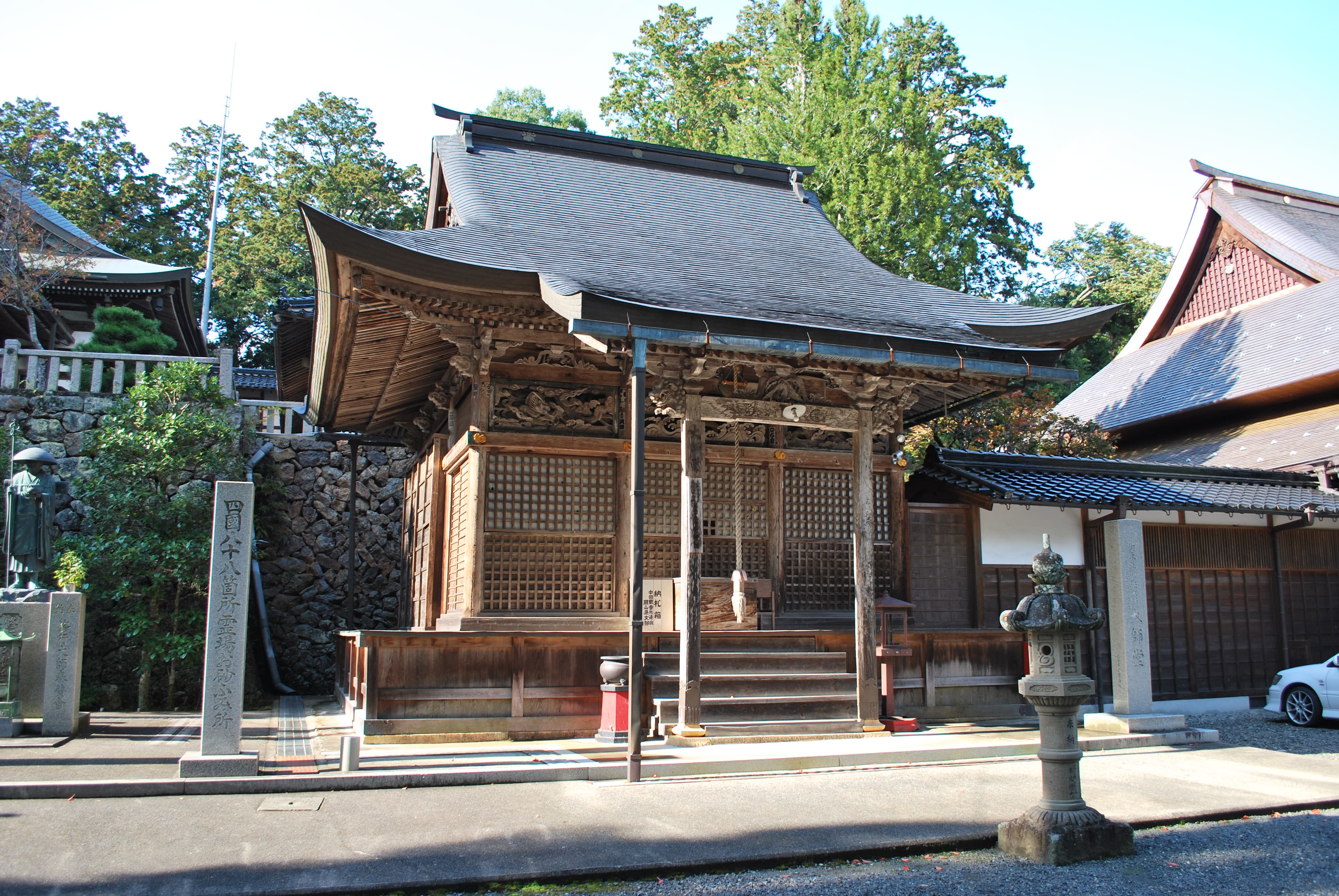
大師堂

## 隣の札所
中国三十三観音霊場
特別霊場 誕生寺  —  4 木山寺  —  5 法界院
山陽花の寺二十四か寺
9 功山寺  —  20 木山寺  —  11 玉泉寺